# Myślątkowo
Myślątkowo – wieś w Polsce, założona w roku 1136, położona w województwie wielkopolskim, w powiecie słupeckim, w gminie Orchowo. Znajdują się w niej złoża kruszyw naturalnych. 
W latach 1975–1998 miejscowość administracyjnie należała do województwa konińskiego.
We wsi znajdują się następujące zabytki nieruchome wpisane do krajowego rejestru zabytków:
- park z połowy XIX w. (nr rej.: 268/10 z 30.04.1984 r.),
- dom nr 21, zbudowany ok. 1910 roku (nr rej.: 395/137 z 26.02.1987 r.).